# You're Not the One
You're Not the One è un singolo della cantautrice statunitense Sky Ferreira, primo estratto dall'album in studio di debutto Night Time, My Time e pubblicato nel settembre del 2013.

## Tracce
Download digitale
1. You're Not the One – 3:56 (Sky Ferreira, Ariel Rechtshaid, Justin Raisen, Daniel Nigro)